# Никола Стевановић (официр)
Никола А. Стевановић (Врање, 30. новембар 1868 – Београд, 1943) био је српски пешадијски генералштабни пуковник, наставник Војне академије у Београду, учесник Балканских ратова и Првог светског рата, један од оснивача и потпредседник Српског олимпијског комитета, као и носилац Карађорђеве звезде.

## Биографија

### Образовање
Рођен је 30. новембра 1868. године у Врању. Завршио је Нижу гимназију у Нишу, а потом се школовао на Нижој школи Војне академије у Београду, као питомац XX класе. Академију је завршио 1890. године и добио чин потпоручника. Потом је 1897. године завршио и Вишу школу Војне академије у Београду, након чега одлази на усавршавање за генералштабну струку.

### Војна каријера
Од 31. марта 1905. до 23. марта 1907. године је био вршилац дужности команданта XVII пешадијског пука Дринске дивизије у Ваљеву. Потом је био начелник Општевојног одељења Министарства војног.
Радио је као наставник Војне академије у Београду, а узео је учешћа и на оснивачкој скупштини Српског олимпијског комитета 1910. године, где је изабран за једног од тројице потпредседника.
Оженио се Милевом Мартиновић, кћерком трговца Милана Мартиновића и његове супруге Данице. Са њом је имао два сина: Момчила и Предрага.
Након учешћа у Балканским ратовима, именован је за команданта Дринске дивизијске области 15. августа 1913. године и на том месту остаје до јула 1914. године.
Одмах на почетку Првог светског рата је постављен за команданта Дринске дивизије I позива у саставу Треће српске армије.
На Солунском фронту је именован за начелника штаба Прве српске армије. Смењен је са те тужности после Горничевске битке у септембру 1916. године. Тада се сумњало да је близак организацији Уједињење или смрт (Црна рука). На Крфу је основао Школу за резервне официре.
Пензионисан је 18. јула 1917. године на Крфу и одмах одлази у Француску, ради оснивања Дома српске деце, чији је био први управник, за помоћ српској ратној сирочади у иностранству.
Преминуо је 1943. године у Београду.

## Одликовања
- Карађорђева звезда са мачевима IV степена;
- Карађорђева звезда са мачевима III степена.